# Sannaskolan

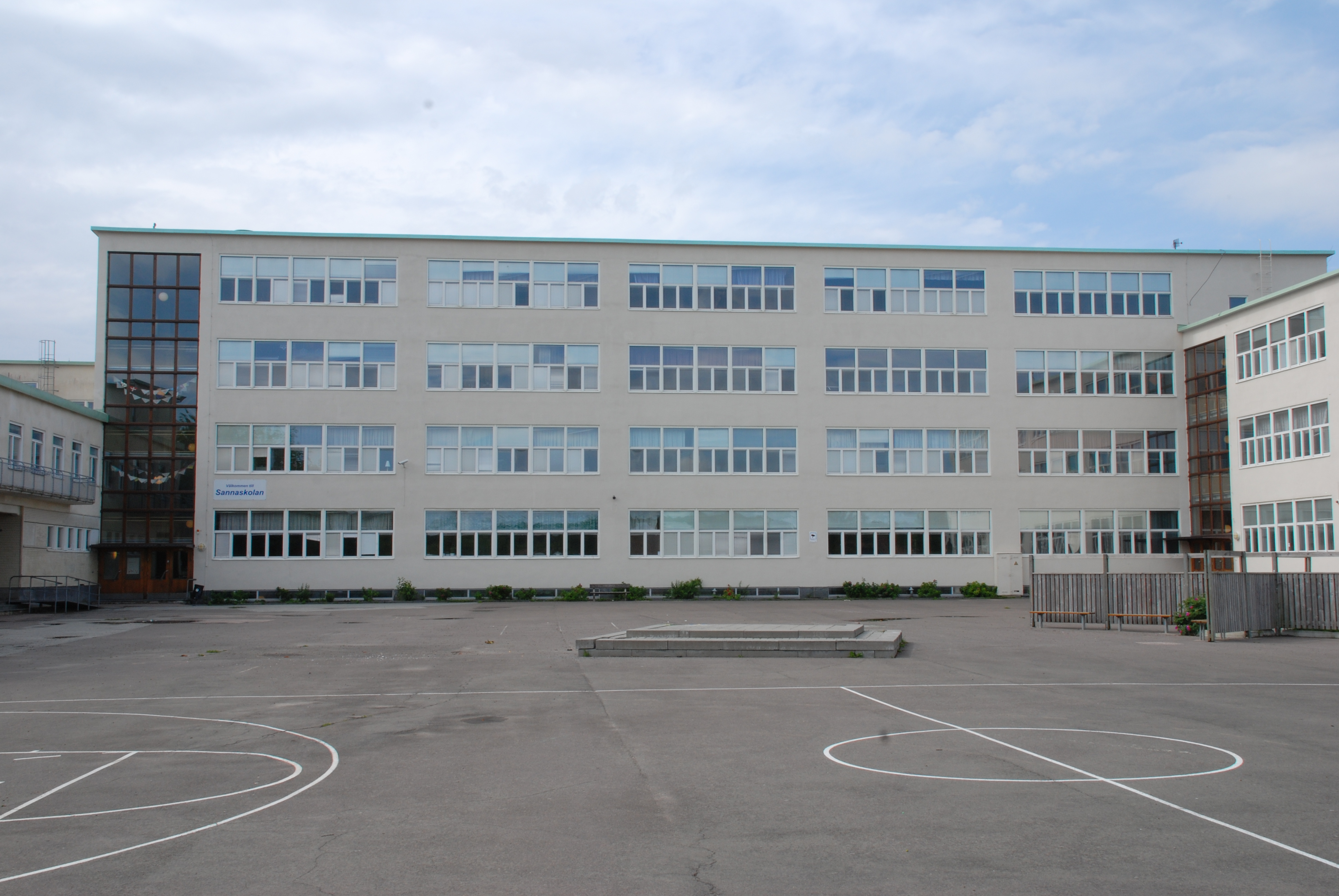
Sannaskolan, 2012.

Sannaskolan, 1940-talet.

Sannaskolan är en skolbyggnad vid Jordhyttegatan i stadsdelen Sandarna i Göteborg. Den uppfördes 1941 till en kostnad av drygt två miljoner kronor och hade ursprungligen 50 klassrum och 1 400 elever. Sannaskolan är idag en F-9 skola med cirka 640 elever.

## Sannaskolans paviljonger
Sannaskolans paviljonger uppfördes 1966 på tomt nr 24 (cirka 4 100 kvadratmeter) i 21 kvarteret Svalörten i hörnet av Kennedy- och Ostindiegatorna. Skolan ersatte den nedlagda Klippans skola. Byggnaden var prefabricerad och huvudsakligen uppförd i trä. Där fanns 9 klassrum och 9 grupprum. Arkitekt var SAR Åke Wahlberg, Arkitektkontor AB.

## Sannaskolans renovering
Mellan september 2015 och oktober 2017 genomgick Sannaskolan en större renovering.  Renoveringen omfattade bland annat modernisering av ämnessalarna, en ombyggnad av biblioteket och en omgjord skolgård. Skolan nyinvigdes efter renoveringen den 12 oktober 2017.